# Complejo napoleónico

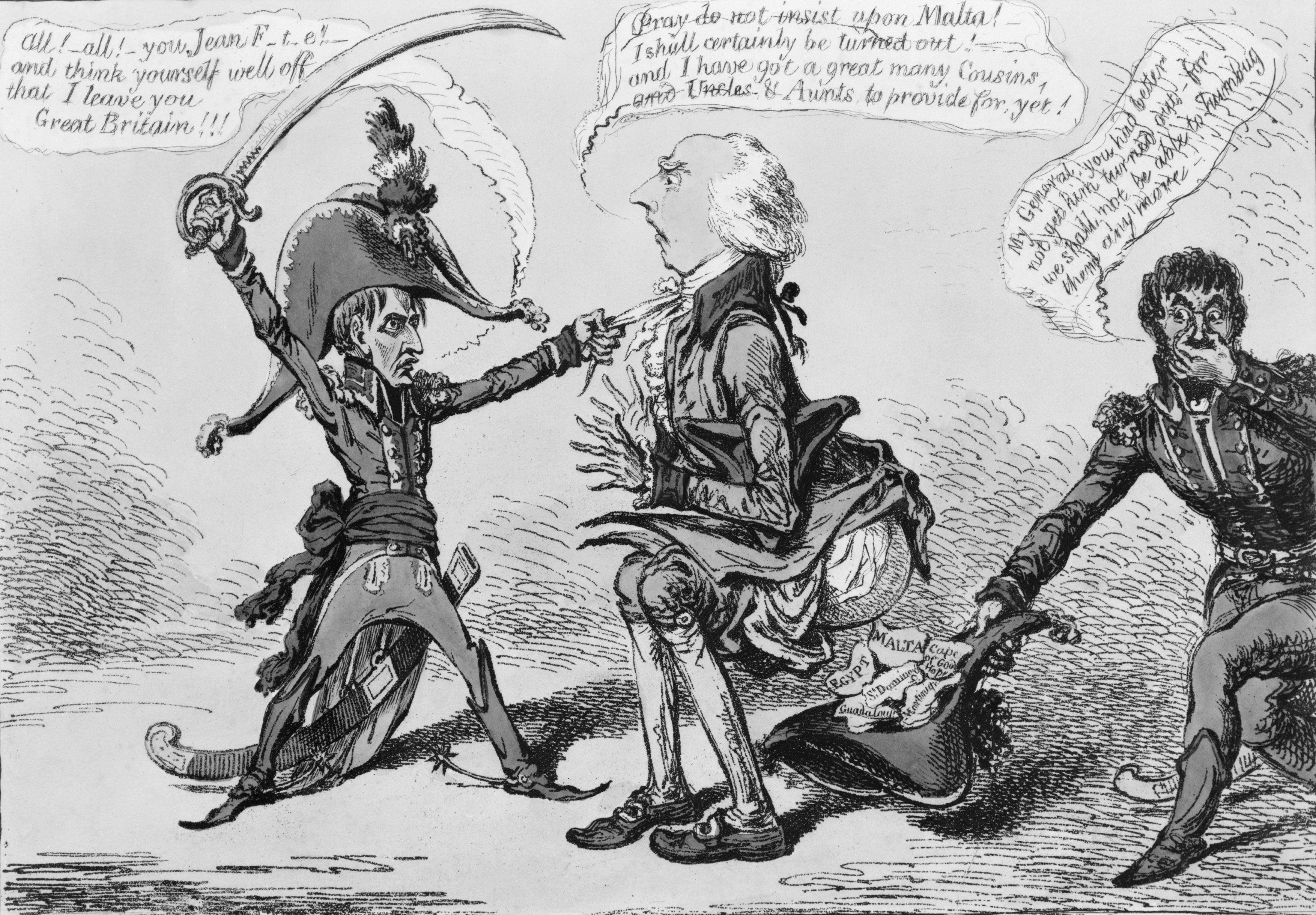
Propaganda británica de la época que promovía que Napoleón Bonaparte tenía baja estatura.

El complejo napoleónico, complejo de Napoleón, síndrome de Napoleón , son los términos coloquiales con los que se describe un presunto tipo de complejo de inferioridad que afecta a personas, e inclusive animales, que tienen baja estatura.[cita requerida] El término se utiliza más ampliamente para describir a personas que actúan a raíz de una desventaja percibida para sobrecompensar otros aspectos de su vida. No aparece en el Manual diagnóstico y estadístico de los trastornos mentales (DSM).
El complejo napoleónico toma su nombre del emperador francés Napoleón Bonaparte. Según la leyenda, Napoleón sobrecompensaba su corta estatura buscando el poder, la guerra y la conquista. Sin embargo, el caso es que Napoleón tenía la media de altura de la época, y las confusiones sobre su estatura pueden provenir de una conversión errónea de sus medidas. Según consta en las Memorias de su ayuda de cámara Constant, Napoleón medía «cinco pies, dos pulgadas y tres líneas» (1,68 m) y el general Gaspard Gourgaud, quien lo midió el 8 de septiembre de 1815 a bordo del Northumberland, apuntó en el «Journal de Saint-Hélène» una talla de «cinco pies y dos y media pulgadas» es decir 169 cm. En el certificado de defunción de Napoleón, aparece una talla de 1,68 metros. 
En definitiva, los historiadores sugieren que aunque Napoleón medía aproximadamente 1,69 metros en una época en que la estatura promedio de los franceses era de 1,63 m; al aparecer siempre en compañía de la Guardia Imperial, eso podría haber contribuido a la imagen de que era más bajo debido a que la Guardia Imperial tenía una estatura superior a la media (por encima de los 170 cm ). Una posible explicación de su fama de su «baja estatura» es que solía hacer sobremesa y embriagarse con soldados de bajo rango. Así adquirió fama de ser un comandante bajo, es decir, de baja categoría. Lo anterior fue utilizado por los ingleses para hacerle contra propaganda de ser un general de «poca estatura». En psicología, el complejo napoleónico se percibe como un estereotipo social negativo.
En 2007, las investigaciones de la University of Central Lancashire sugirieron que el complejo napoleónico (descrito según los términos de que los hombres más bajos son más agresivos para dominar a los que son más altos que ellos) puede ser un mito. El estudio encontró que los hombres bajos (menos de 1,65 metros) tenían menos probabilidades de enfurecerse que los de estatura media. El experimento incluyó sujetos peleando con palos, con uno de ellos golpeando intencionadamente los nudillos del otro. Los monitores cardíacos revelaron que los hombres altos tenían más probabilidades de enfurecerse y golpear de vuelta. El doctor Mike Eslea comentó que «cuando la gente ve que un hombre bajo está siendo agresivo, tienden a pensar que es debido a su estatura, simplemente porque ese atributo es el más obvio y el que llama su atención».
El estudio Wessex Growth Study es un estudio longitudinal basado en la comunidad realizado en el Reino Unido. Registró el desarrollo psicológico de los menores desde la entrada en el colegio hasta que se convertían en jóvenes adultos. El estudio tuvo controles para efectos de género y estatus socioeconómico, y encontró que «no se han encontrado diferencias significativas en el funcionamiento de la personalidad y aspectos de la vida diaria que puedan ser atribuidos a la estatura»; lo que incluía generalizaciones asociadas con el complejo napoleónico tales como las conductas de toma de riesgos.